# Órgano de la Iglesia de Nuestra Señora del Carmen (Ibagué)
El órgano de la Iglesia de Nuestra Señora del Carmen es el órgano tubular de dicho templo colombiano, ubicado en el centro de la ciudad de Ibagué, Tolima. Fue fabricado en Alemania por la casa organera Walcker Orgelbau en la ciudad de Ludwigsburg, en 1962 con el Opus 4429 y sistema actual de 11 juegos o registros, una consola con dos teclados manuales y un teclado que se toca con los pies (pedalero).

## Historia
El órgano de la Iglesia Nuestra Señora del Carmen fue comprado en 1962 por la inspectoría San Luis Beltrán, junto con el órgano que se encuentra en el Colegio Salesiano del municipio de La Ceja (Antioquia). La compra fue solicitada por el reverendo padre Carlos Julio Rojas, primer inspector salesiano de Medellín a la casa alemana E. F. Walcker & Cie., por medio de la empresa Oskar Binder & Cia. Ltda. de la ciudad de Bogotá, representante exclusivo para Colombia de dicha casa.
La instalación fue realizada por el organero alemán Oskar Binder, y su inauguración se llevó a cabo en 1963, siendo párroco el pbro. Miguel Alfonso Parra Caro. Monseñor Rubén Isaza Restrepo, obispo de Ibagué, consagró el altar y bendijo el órgano. El concierto inaugural estuvo a cargo del maestro José Hernando Montoya Betancur y los cantos estuvieron a cargo de los Coros del Tolima. En sus primeros años de actividad estuvo a cargo el pbro. Fermín Populín, quien orientaba las actividades musicales en la parroquia interpretando el órgano hasta el día de su fallecimiento.
En 1999, el pbro. Victorino Correa Acevedo, en cooperación con la inspectoría salesiana San Luis Beltrán y la feligresía, encomiendan la restauración del instrumento al organero antioqueño Juan Carlos Ángel Gallo, labor realizada por $ 9 000 000 de pesos, dinero empleado en la reconstrucción del sistema eléctrico, el cambio del motor, el ventilador y las membranas, la restauración del mueble de madera, el ajuste de los canales de aire y la reconstrucción de los tubos averiados. La restauración finalizó a mediados del 2000, mediante un evento de reinauguración realizado el 18 de agosto con un concierto interpretado por el pbro. y concertista Guillermo León Gómez.
Después  de su restauración, el órgano estuvo en manos de distintos músicos de la doctrina religiosa, entre los que se destacan: Virgilio Martínez Castañeda y el pbro. Bernardo de la Cruz Ospina. El instrumento se mantuvo en condiciones de funcionamiento durante los siguientes diez años en los que organero Ángel hizo mantenimientos preventivos como garantía de su trabajo, y gracias a ello, el órgano se ha mantenido en condiciones aceptables, aunque su sistema de funcionamiento se halla en estado óptimo, las circunstancias ambientales perturbaron su afinación, imposibilitando la interpretación de piezas musicales y el acompañamiento dentro de los actos religiosos.
En el 2018, el organero Juan Carlos Ángel visitó la ciudad de Ibagué para analizar las condiciones del instrumento y brindar sus servicios con la finalidad de poner el órgano en funcionamiento nuevamente. El 23 de septiembre, el pbro. Víctor Julio Peralta recibió al organero en su despacho y se llegó a un acuerdo de reparación por un monto de $ 3 000 000 pesos, dinero que fue destinado en la limpieza general del instrumento, la afinación de sus tubos y el cambio de los fieltros sobre los que reposan las teclas de los manuales. La intervención comenzó ese mismo día con el desmontaje de los manuales que se transportaron al taller del organero en Envigado, Antioquia. Luego de varias semanas, los teclados regresaron al instrumento y culminó el proceso realizado. Actualmente, el órgano está en funcionamiento óptimo y está al servicio de las actividades religiosas.

## Características
Técnicamente, el órgano E.F. Walcker, Opus 4429, es de trasmisión electroneumática, se compone de 11 juegos o registros (sonidos) repartidos en dos teclados manuales, cada uno con 61 notas y un teclado que se toca con los pies (pedalero) de 30 notas, que sirve para los bajos graves. Todos los teclados están dispuestos en una consola, la cual está separada y puesta delante del órgano con vista a la nave central. Estos teclados hacen sonar un total de 609 flautas de muy variada longitud y calibre, de las cuales 244 corresponde al primer teclado (gran órgano), 305 al segundo teclado (órgano recitativo) y 60 al pedalero. La madera es de cedro, caoba y comino.
El órgano funciona con un ventilador eléctrico acoplado con su motor, el cual produce el aire que llena 2 grandes fuelles que son de tipo cajón de un solo pliegue, están hechos de madera y los pliegues están forrados en cuero. Estos fuelles se encargan de regular la cantidad y la presión del aire para que el órgano no suene desafinado. Diapasón: 441 Hz.

## Disposición
A continuación se enlista la disposición de registros del órgano.
| I - Gran órgano |                   |    |  |
| 1.              | Principal         | 8’ |  |
| 2.              | Flauta de Caña    | 8’ |  |
| 3.              | Octava            | 4’ |  |
| 4               | Flauta del Bosque | 2’ |  |

| II - Recitativo |                     |    |  |
| 5.              | Flauta de Concierto | 8’ |  |
| 6.              | Viola de Gamba      | 8’ |  |
| 7.              | Prestant            | 4’ |  |
| 8.              | Flautino            | 2’ |  |
| 9.              | Trompeta            | 8’ |  |

| Pedalero |            |     |
| 10.      | Subbajo    | 16’ |
| 11.      | Contrabajo | 8’  |

Acoples: I-Ped, II-Ped, II-I.
Combinaciones: 2 Comb. Libres, 3 Comb. fijas.
Accesorios: Trémulo 2, Pedal de expresión II, Rodillo de crescendo.